# Eriocaulon abyssinicum
Eriocaulon abyssinicum är en gräsväxtart som beskrevs av Ferdinand von Hochstetter. Eriocaulon abyssinicum ingår i släktet Eriocaulon och familjen Eriocaulaceae. Inga underarter finns listade i Catalogue of Life.